# Момордика
Момо́рдика (лат. Momōrdica) — род растений семейства Тыквенные (Cucurbitaceae), включающий в себя около 40 видов однолетних или многолетних лиан, произрастающих в тропических или субтропических областях Азии, Африки и Австралии.

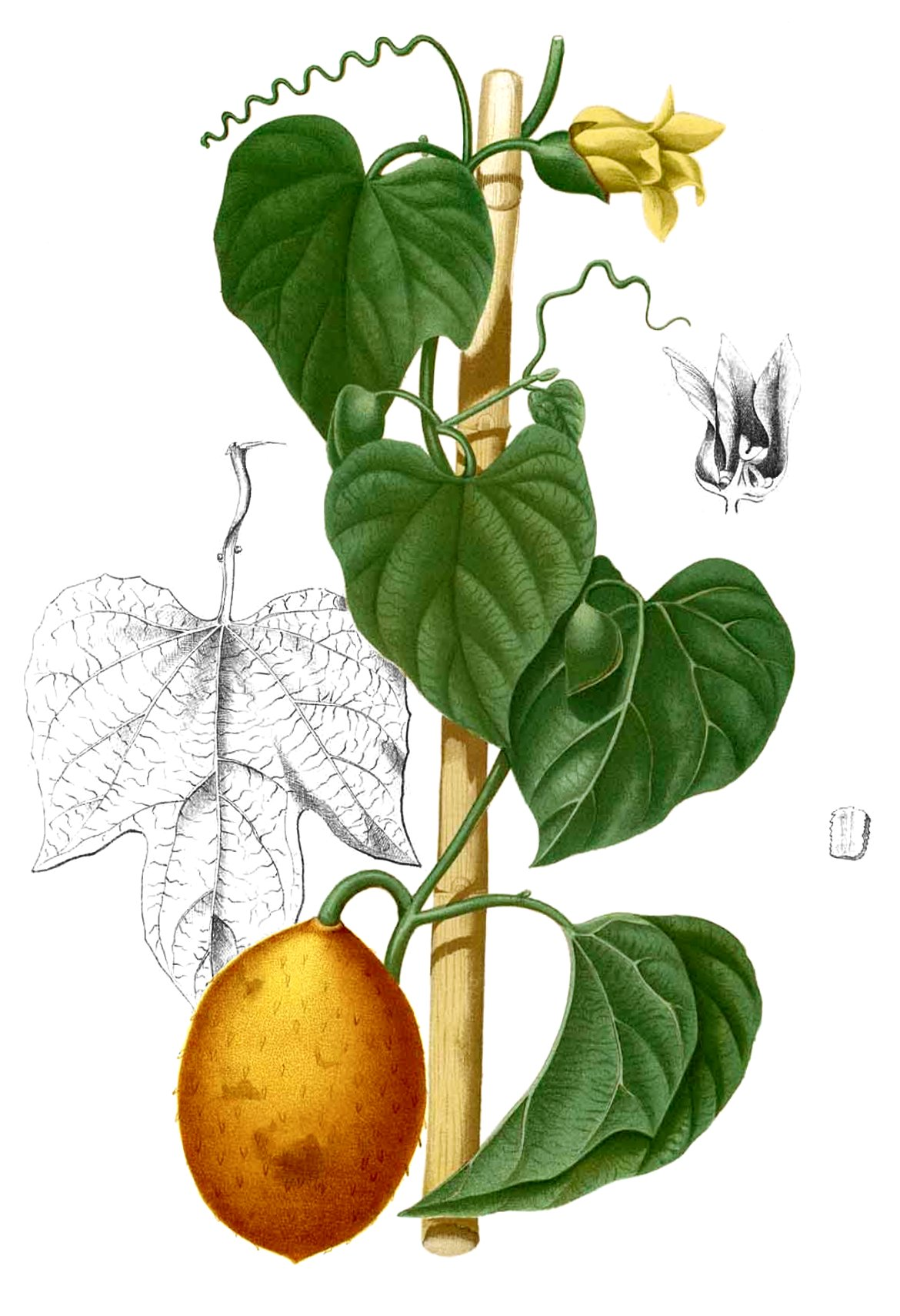
Momordica cochinchinensis.

Широко используются в качестве культурных растений два вида: Момордика харанция и Момордика кохинхинская.

## Некоторые виды
- Momordica angolensis R.Fern.
- Momordica balsamina L. — Момордика бальзамическаяtypus [syn.  Momordica involucrata E.Meyer ex Sonder]
- Momordica boivinii Baill.
- Momordica cardiospermoides Klotzsch
- Momordica charantia L. — Момордика харанция, или Огурец горький
- Momordica cochinchinensis Spreng. — Момордика кохинхинская
- Momordica diocia Roxb. ex Willd. — Момордика двудомная
- Momordica foetida Schumach. — Момордика вонючая
- Momordica kirkii C.Jeffrey
- Momordica rostrata A.Zimm.